# Стівен Тіммс
Стівен Кресвелл Тіммс (англ. Stephen Creswell Timms; нар. 29 липня 1955, Олдем, Англія) — британський політик-лейборист.

## Життєпис
Тіммс здобув освіту в Кембриджському університеті, де вивчав математику. Протягом 15 років він працював у телекомунікаційній галузі. У 1984 році був обраний до ради Ньюема, з 1990 по 1994 рік очолював її. У 1994 році був обраний до Палати громад.
З травня 1997 по березень 1998 року він працював особистим парламентським секретарем Ендрю Сміта, з березня по липень 1998 — Мо Мовлем. У 1998 році він став парламентським міністром у Міністерстві соціального забезпечення., рік потому отримав звання державного міністра. У 1999–2001 і 2004–2005 роках він був фінансовим секретарем Казначейства. У 2002 році він був призначений державним міністром з питань торгівлі та конкурентоспроможності Міністерства торгівлі і промисловості, з 2003 року відповідав за енергію, торгівлю та поштові послуги. Він також був міністром у справах шкільних стандартів у Міністерстві освіти і кваліфікації. З 2005 по 2006 рік він був міністром у справах пенсій у Міністерстві праці та пенсій.
У травні 2006 року він став членом уряду як головний секретар Казначейства, залишався на цій посаді до червня 2007, коли новий прем'єр-міністр Гордон Браун доручив йому посаду міністра у справах конкурентоспроможності у нещодавно створеному Міністерстві бізнесу, підприємництва і регулюючої реформи. У січні 2008 року Тіммс був призначений міністром у справах зайнятості і реформи, а у жовтні він був переведений на посаду фінансового секретаря Казначейства (ця посада була втрачена після поразки Лейбористської партії на виборах у 2010 році).
Тіммс одружений з 1986 року, з 1979 року він живе у Східному Ньюемі.
14 травня 2010 він пережив замах.